# Ophiacantha vivipara
Ophiacantha vivipara är en ormstjärneart som beskrevs av Ljungman 1870. Ophiacantha vivipara ingår i släktet Ophiacantha och familjen knotterormstjärnor. Utöver nominatformen finns också underarten O. v. heptactis.